# 弗里斯比 (密蘇里州)
弗里斯比（英語：Frisbee）是位於美國密蘇里州鄧克林縣的普查規定居民點。

## 歷史
弗里斯比的郵局於1907年設立，其後於1908年停運。

## 人口
根據2020年美國人口普查的數據，弗里斯比的面積為2.07平方千米，皆為陸地。當地共有人口107人，而人口密度為每平方千米51.69人。